# 氮化鎵
氮化鎵（GaN、Gallium nitride）是氮和鎵的化合物，是一種III族和V族的直接能隙（direct bandgap）的半導體，自1990年起常用在發光二極體中。這種化合物是一種非常堅硬的材料，具有纖鋅礦晶體結構。氮化鎵的能隙很寬，為3.4電子伏特，可以用在高功率、高速的光電工程中，例如氮化鎵可以用在紫光的雷射二極體，可以在不使用非線性半导体泵浦固体激光（Diode-pumped solid-state laser）光學頻率倍增的條件下，產生紫光（405 nm）雷射。
如同其他III族元素的氮化物，氮化镓对电离辐射的敏感性较低，这使得它适合用于人造卫星的太阳能电池阵列。军事的和空间的应用也可能受益，因为氮化镓设备在辐射环境中显示出稳定性。
相比砷化镓（GaAs）晶体管，氮化镓晶体管可以在高得多的温度和电压工作运行，因此它们是理想的微波频率的功率放大器。此外，氮化鎵還為THz裝置提供了很好的特性。由於具有高功率密度和電壓擊穿極限，氮化镓也逐漸成為5G蜂窩基站應用的理想候選元件。自2020年代初以來，氮化鎵功率電晶體在電子設備電源中的應用越來越多，可將交流市電轉換為低壓直流電。

## 物理特性

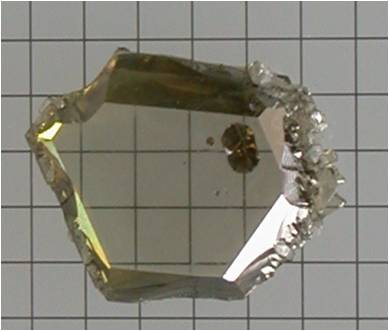
氮化鎵晶體

氮化鎵是一種非常堅硬 (努氏硬度14.21 GPa:4)、機械穩定的寬帶隙半導體材料，具有很高的熱容量和熱導率。儘管藍寶石或碳化矽的晶格常數不匹配，但在其純物質形式下，它仍能抵抗裂解，並能以薄膜形式沉積在藍寶石或碳化矽上。氮化鎵可掺杂 (dopping)入矽 (Si) 或氧製成n型，摻入鎂 (Mg) 製成p型。 然而，矽與鎂原子會改變氮化鎵晶體的生長方式，產生拉伸應力，使晶體變脆。氮化鎵化合物也傾向於具有較高的位錯密度，約為每平方公分108到1010個缺陷。
1999年，美國陸軍研究實驗室 (ARL) 首次測量了氮化鎵中的高場電子速度。ARL的科學家通過實驗獲得了1.9×107 cm/s的峰值穩態速度，在225 kV/cm的電場下，暫態時間為2.5皮秒。根據這些資訊，計算出了電子遷移率，從而為氮化鎵元件的設計提供了數據。

## 应用

### 发光二极管与激光
实用性高亮度藍光LED得益于氮化鎵晶体的高效制备技术。基于氮化镓的紫色激光二极管被用于读取蓝光光盘。氮化镓与铟（InGaN）或铝（AlGaN）的混合，其带隙取决于铟或铝与氮化镓的比例，可以制造出颜色从红色到紫外线的发光二极管（LED）。

### 晶体管和电源集成电路

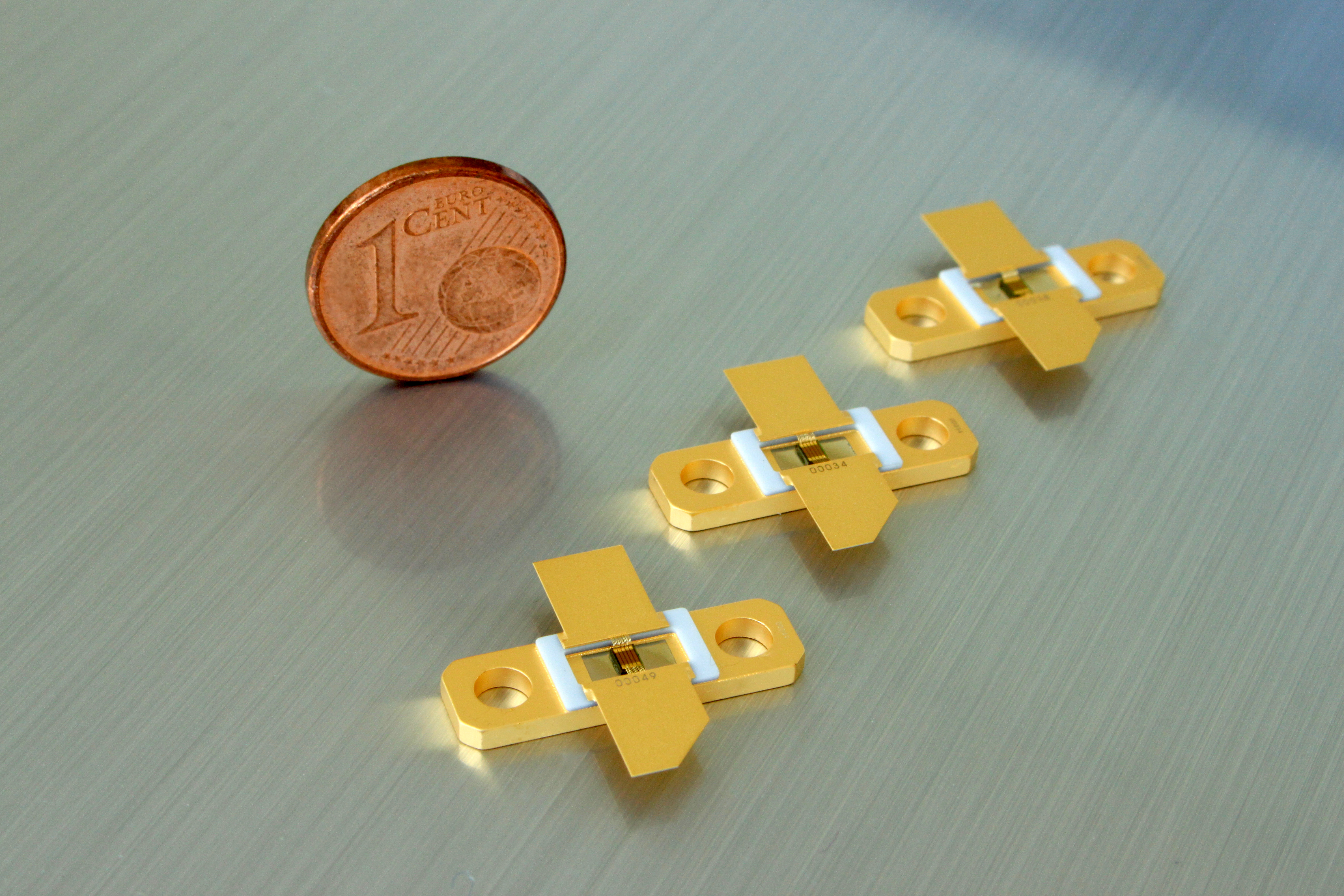
GaN高电子迁移率晶体管（由Ferdinand-Braun-Institut製造）

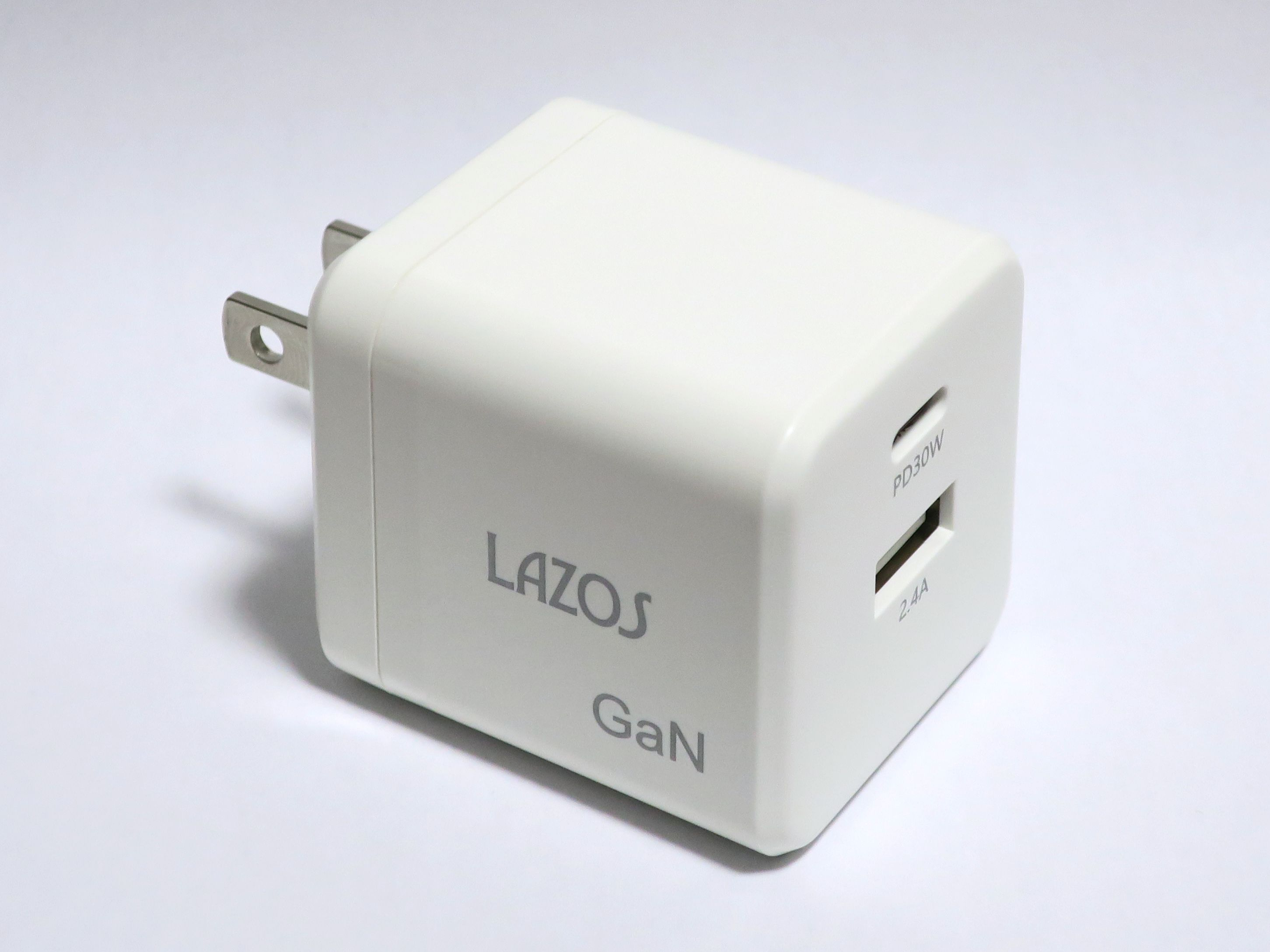
適用於智慧型手機等消費性電子產品的GaNUSB 供電(USB-PD)壁式充電器

氮化镓晶体管适用于高频率、高电压、高温和高效率的产品。氮化镓HEMT的商业化产品自2006年开始在市场上出现，由于其高效率和高电压操作，在各种无线基础设施应用中立即得到了应用。第二代具有较短栅极长度的器件将用于需要更高频率的电信和航空业产品。
基于氮化镓的MOSFET和MESFET晶体管也具有高功率低损耗的优势，特别适合在汽车和电动汽车中应用。自2008年起，这两种晶体管已可以在硅基板上制成。高电压（800V）肖特基二极管（SBD）也已经研制成功。
集成的氮化镓电源集成电路具有更高的效率和高功率密度，可以减少包括移动和笔记本电脑充电器、消费电子、计算设备和电动汽车等产品的尺寸、重量和元件数。基于氮化镓的电子产品（不是纯氮化镓）有可能大幅削减能源消耗，不仅是在消费电子产品中，甚至也可以用于电力传输设施中。
与硅晶体管因电源浪涌而关闭不同，氮化镓晶体管是典型的耗尽模式器件（即当栅极-源极电压为零时开启/阻止）。目前已经有几种方法可用来达到正常关闭（或E模式）的操作，这对于在电力电子中使用很有必要：
- 在栅极下植入氟离子（氟离子的负电荷有利于耗尽通道）
- 使用带有AlGaN凹槽的MIS型栅极堆叠
- 将一个常开GaN晶体管和一个低电压硅MOSFET整合构成的级联对
- 在AlGaN/GaN异质结采用p型层做为顶部

### 雷达
它们也被用于军事电子设备，如有源电子扫描阵列雷达。
泰雷茲集團於2010年推出了採用GaN技術的Ground Master 400雷達。 2021年，泰雷茲在其雷達系統中投入了超過5萬台GaN發射機。
美國陸軍資助洛克希德·馬丁公司將GaN主動元件技術應用於AN/TPQ-53雷達系統，以取代AN/TPQ-36和AN/TPQ-37兩款中程雷達系統。  AN/TPQ-53雷達系統旨在偵測、分類、追蹤和定位敵方間接火力系統以及無人機系統。  與AN/TPQ-36和AN/TPQ-37系統相比，AN/TPQ-53雷達系統性能增強、機動性更強、可靠性和可保障性更高、生命週期成本更低，並且機組人員規模更小。
2020年4月8日，薩博公司在JAS 39獅鷲戰鬥機上測試了其新型GaN設計的AESAX波段雷達。  薩博公司已提供基於GaN的雷達產品，例如「長頸鹿」雷達、愛立眼雷達系統、「全球眼」雷達和「阿雷西斯」電子戰雷達。  薩博公司也為AN/TPS-80（地面/空中目標防禦系統）提供主要的子系統、組件和軟體。 
印度國防研究及發展組織正在為Su-30MKI戰鬥機開發基於GaN技術的「維魯帕赫沙」(Virupaakhsha)雷達。該雷達是HAL公司為「光輝戰鬥機」開發的Uttam AESA雷達的進一步發展，後者採用了砷化鎵(GaAs)技術。 
土耳其阿瑟爾桑國防工業(Aselsan)公司於2024年5月向土耳其军队交付了第一個基於GaN的土耳其AESA雷達ALP 300-G。 

### 奈米級
GaN纳米管和奈米線有望應用於奈米級電子學、光電子學和生化感測領域。 

### 自旋電子學潛力
當摻雜合適的過渡金屬（例如錳）時，GaN是一種很有前景的自旋電子學材料（磁性半導體）。

## 合成

### 塊狀基板
氮化鎵晶體可以在750 °C、100 個大氣壓的N2壓力下，從 Na/Ga 熔體中生長出來。由於Ga在1000 °C以下不會與N2發生反應，因此粉末必須由反應性較高的物質製成，通常採用下列其中一種方法：
2 Ga + 2 NH3 → 2 GaN + 3 H2
Ga2O3 + 2 NH3 → 2 GaN + 3 H2O
氮化鎵也可以在900–980 °C、正常大氣壓力下，將氨氣注入熔融鎵中合成。

### 金屬有機化合物氣相外延生長法
藍光的、白光的和紫外光的LED是透過金屬有機化合物氣相外延生長法 (MOVPE) 技術在工業規模上生長的。前體為氨與三甲基鎵或三乙基鎵，載氣為氮氣或氫氣。生長溫度介於800至1100 °C之間。要生長量子阱和其他種類的异质结結構，必須引入三甲基鋁和/或三甲基铟。

### 分子束外延
在商業上，GaN 晶體可以使用分子束外延或MBE來成長。此製程可進一步修改以降低位錯密度。首先，在生長表面施加離子束，以製造奈米級的粗糙度。接著，再將表面拋光。此製程在真空中進行。拋光方法通常使用液態電解質和紫外線照射，以機械方式去除晶圓上的薄氧化層。最近開發的方法則是利用固態聚合物電解質，這種電解質不含溶劑，拋光前也不需要輻照。

## 安全性
氮化鎵粉塵對皮膚、眼睛和肺部有刺激作用。 2004年的一篇綜述報告了氮化鎵源（如三甲基鎵和氨）的環境、健康和安全方面以及MOVPE源的工業衛生監測研究。
塊狀氮化鎵無毒的且具有生物相容性的。因此，它可用於生物體內植入物的電極和電子裝置。